# Actizona trifoveatum
Actizona trifoveatum är en skalbaggsart som först beskrevs av Park 1963.  Actizona trifoveatum ingår i släktet Actizona och familjen kortvingar. Inga underarter finns listade i Catalogue of Life.